# 職業訓練指導員 (建築物設備管理科)
職業訓練指導員 (建築物設備管理科)（しょくぎょうくんれんしどういん けんちくぶつせつびかんりか）は、職業訓練指導員免許のうちの1つ。厚生労働省管轄。

## 受験資格
- 職業訓練指導員免許の受験資格と試験免除を参照。ビル設備管理技能士の保有者など。

## 試験科目
学科試験
1. 指導方法（職業訓練原理、教科指導法、訓練生の心理、生活指導及び職業訓練関係法規）
2. 関連学科

- 系基礎学科
  - 自動制御（制御理論、制御機器）
  - 熱源設備（ボイラー、冷凍器、冷温水器）
  - 熱管理学（熱力学、熱管理法）
  - 安全衛生（安全管理、衛生管理）
- 専攻学科
  - 建築構造（建築物、建築設備）
  - 建築物設備管理（建築物設備管理、空気調和設備管理、給排水衛生設備管理、電気設備管理、関係法規）

実技試験
1. 建築物設備管理

## 指導担当科
- ビル管理科